# عمارة يابانية

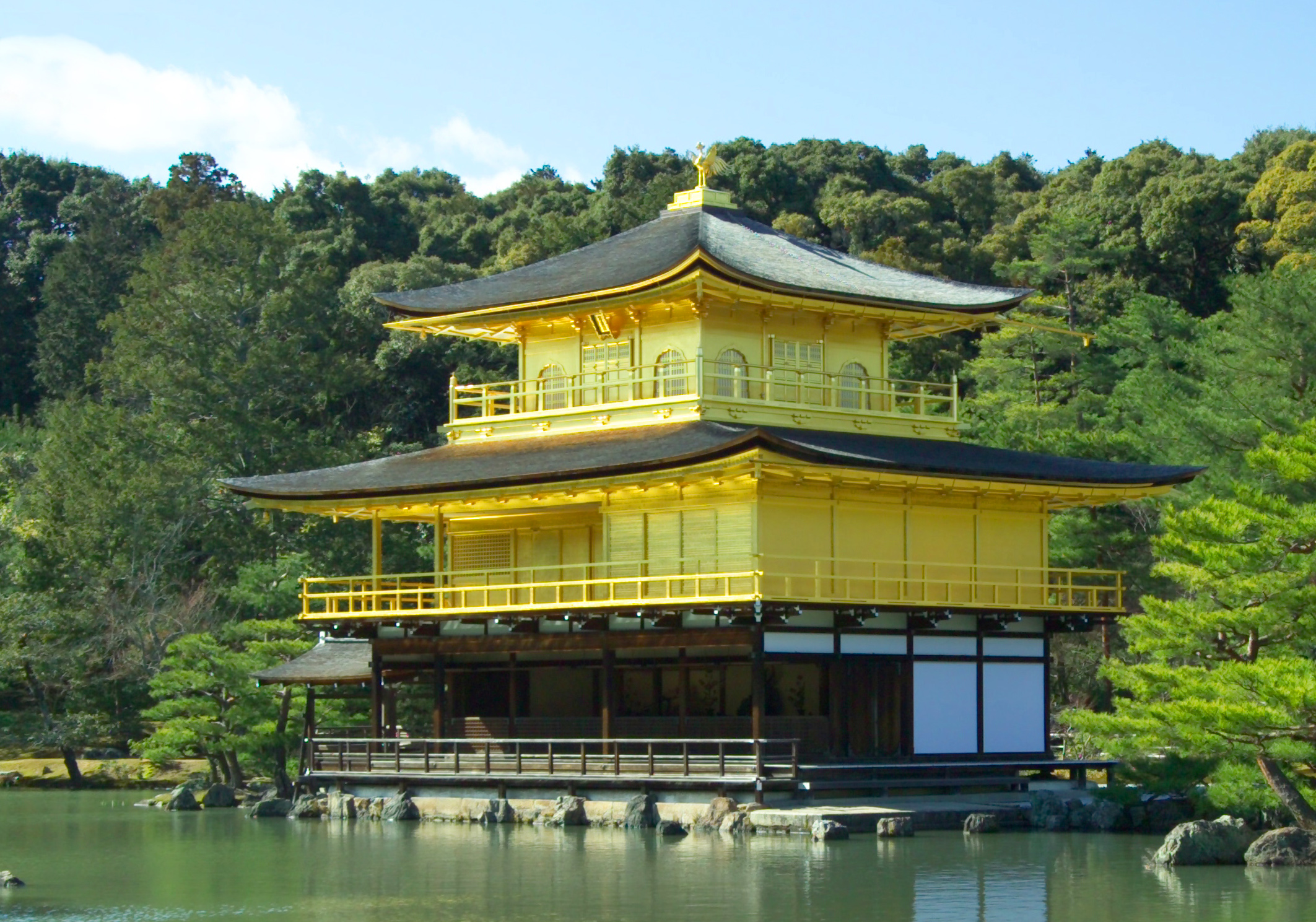
كينكاكو-جي بني سنة 1397

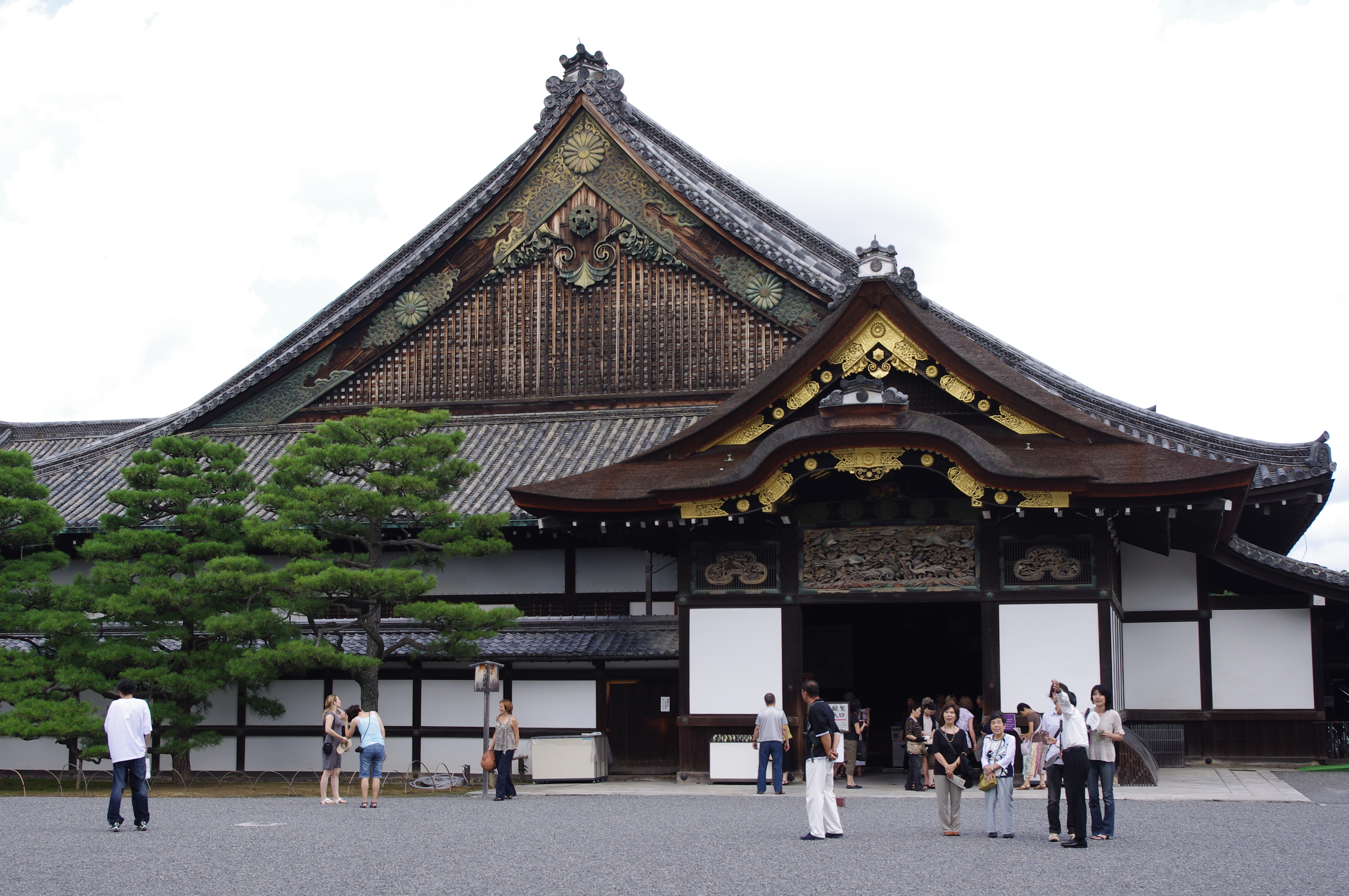
التصميم المعماري الياباني التقليدي

الهندسة المعمارية اليابانية (باليابانية: 日本建築، بالروماجي: Nihon kenchiku)، هي العمارة اليابانية التقليدية تتميز بالهياكل الخشبية، وتكون مرتفعة قليلاً عن الأرض، مع أسقف من القرميد أو من القش. وتستخدم الأبواب المنزلقة فوسوما (襖) بدلاً من الجدران لتكوين مساحات كبيرة للمناسبات المختلفة. والناس يجلسون عادة على وسائد خاصة أو على الأرض، ولم تستخدم الكراسي والطاولات العالية حتى القرن التاسع عشر. ومع ذلك فقد أدرجت اليابان كثيرا من العمارة الغربية الحديثة في البناء والتصميم، وهي اليوم الدولة الرائدة في أحدث التصاميم المعمارية والتكنولوجية. وكان دخول الديانة البوذية لليابان في القرن السادس عشر عاملا مساعداً على بناء العديد من المعابد على نطاق واسع باستخدام تقنيات معقدة في الخشب. وقاد التأثر بسلالة سوي وتانغ الصينيتين بإنشاء العاصمة الأولى نارا. وأدت زيادة أحجام البنايات إلى تبني وحدات قياس خاصة بالإضافة إلى تحسينات في التصاميم وخاصة تصاميم الحدائق. كما أثّرت حفلات الشاي في البساطة والتصميم المتواضع كنقيض لتجاوزات الطبقة الأرستقراطية.
في حقبة ميجي الإصلاحية لعام 1868 تم تغيير جذري في تاريخ الهندسة المعمارية اليابانية من قبل اثنين من الأحداث الهامة. كان الأول قانون الفصل بين الكامي والبوذا عام 1868، الذي فصل رسميا المعابد البوذية عن مزارات الشنتو، وكسر العلاقة الموجودة بين الاثنين والتي استمرت ما يزيد على ألف سنة. أما الحدث الثاني فهو أن اليابان قد خضعت لفترة من التغريب المكثف من أجل منافسة غيرها من الدول المتقدمة. في البداية تم استيراد مهندسين معماريين وأنماط من الخارج إلى اليابان ولكن تدريجيا بدأ اليابان في تدريس المهندسين المعماريين الخاصين به، وبدأ في التعبير عن أسلوبه الخاص. وعرض المهندسون المعماريون الذين درسوا في الغرب عند عودتهم نمط الحداثة المعماري الدولي على اليابان. ومع ذلك، لم يترك المهندسون المعماريون اليابانيون انطباعا على الساحة الدولية إلا بعد الحرب العالمية الثانية.

## المظاهر الرئيسية في الهندسة المعمارية اليابانية التقليدية
العمارة التقليدية في اليابان ليست أصلية، ولكن تم استيرادها من الصين ومن الثقافات الآسيوية الأخرى على مر القرون. والعمارة التقليدية اليابانية وتاريخها هي نتيجة تهيمن عليها التقنيات الصينية والآسيوية، والأنماط (موجودة حتى في ضريح إيسيه، أنشأ ليكون جوهرة العمارة اليابانية) في جهة، والاختلافات اليابانية الأصلية من جهة أخرى. ويرجع ذلك إلى تنوع المناخات في اليابان والألفية التي شملت الاستيراد الثقافي الأول والأخير، وكانت النتيجة غير متجانسة للغاية، الأول من ذلك كله هو اختيار المواد، والخشب دائما في أشكال مختلفة (الألواح والقش وأوراق الشجر، الورق، الخ) لجميع البنايات تقريبا. وعلى عكس كل من الغرب وبعض الهندسة المعمارية الصينية، تم تجنب استخدام الصخور باستثناء بعض الاستخدامات المحددة، مثل منصات المنازل وقواعد وأسس معابد الباغودا.

## فترة ما قبل التاريخ
وتشمل فترة ما قبل التاريخ في فترات جومون، يايوي وكوفون تمتد من حوالي 5000 قبل الميلاد إلى بداية القرن الثامن الميلادي.
خلال المراحل الثلاثة من فترة جومون كان المجتمع في المقام الأول مجتمع صيد وجمع الثمار مع بعض المهارات الزراعية البدائية وتم تحديد سلوكهم في الغالب بسبب التغيرات في الظروف المناخية وغيرها من المنشطات الطبيعية. كانت المساكن الأولى بيوتا تتكون من حفر ضحلة مع سقوف من الحشائش مصممة لجمع مياه الأمطار بمساعدة جرّات فخارية. وفي وقت لاحق من هذه الفترة، أصبح المناخ أكثر برودة مع زيادة هطول الأمطار مما أدى إلى انخفاض في عدد السكان، وساهم أيضا في الاهتمام بالطقوس الدينية. ظهرت الدوائر الحجرية متحدة المركز الأولى خلال هذا الوقت.
خلال فترة يايوي بدأ الشعب الياباني يتفاعل مع أسرة هان الصينية، التي بدأت معرفتهم ومهاراتهم التقنية بالتأثير عليهم. حيث بدأ اليابانيون في بناء مخازن للحبوب فوق الأرض وشُيدت باستخدام أدوات معدنية مثل المناشير والأزاميل التي بدأت تظهر في ذلك الوقت. وإعادة البناء في موقع تورو الأثري بشيزووكا على شكل صندوق خشبي مصنوع من ألواح سميكة ضمّت في زوايا بأسلوب الكوخ الخشبي ومعتمدة على ثمانية أعمدة. وسقف من القش على شكل جملون بسيط، عكس أسقف مساكن الحفر التي تكونأسقفها متعددة الميول باتجاهات مختلفة.
تميزت فترة كوفون بظهور العديد من غرف-التلال الجنائزية أو مدافن تلية (الجثوات) (كوفون تعني حرفيا «تلال قديمة»). ويعتقد أن تلال مماثلة في شبه الجزيرة الكورية قد تأثرت باليابان.خلال الفترة المبكرة للقبور، والمعروفة باسم «الكوفون الرئيسي» أو زنبو-كوون فان (前‍方‍後‍円‍墳 zen.pō.kō.en.fun) (ضريح تلة مربع الشكل من الأمام، ودائري من الخلف)، غالبا ما تكون مصنوعة باستخدام التضاريس الموجودة، وتشكل وتضاف لها خنادق من صنع الإنسان لتشكل شكل ثقب المفتاح. كان الوصول إلى الداخل عبر فتحة عمودية تغلق بمجرد الانتهاء من الدفن. حيث توجد غرفة داخل غرفة التابوت مع بعض حاجيات القبر. وغالبا ما تزين التلال بتماثيل طينية تسمى هانيوا. في وقت لاحق بدأت أضرحة التلال تكون موجودة على أرض مسطحة وكَبُر حجمها إلى حد كبير، كالتي توجد في نارا وأوساكا، وأبرزها هودايزن-كوفون، الذي كان ضريحا للإمبراطور نينتوكو. وهو قبر يغطي 32 هكتارا (79 فدانا)، ويعتقد أنه قد تم تزيينه بـ20 ألف من تماثيل هانيوا الطينية.
في نهاية فترة كوفون، تلاشت فكرة الدفن وبدأت فكرة الحرق البوذية في الانتشار.

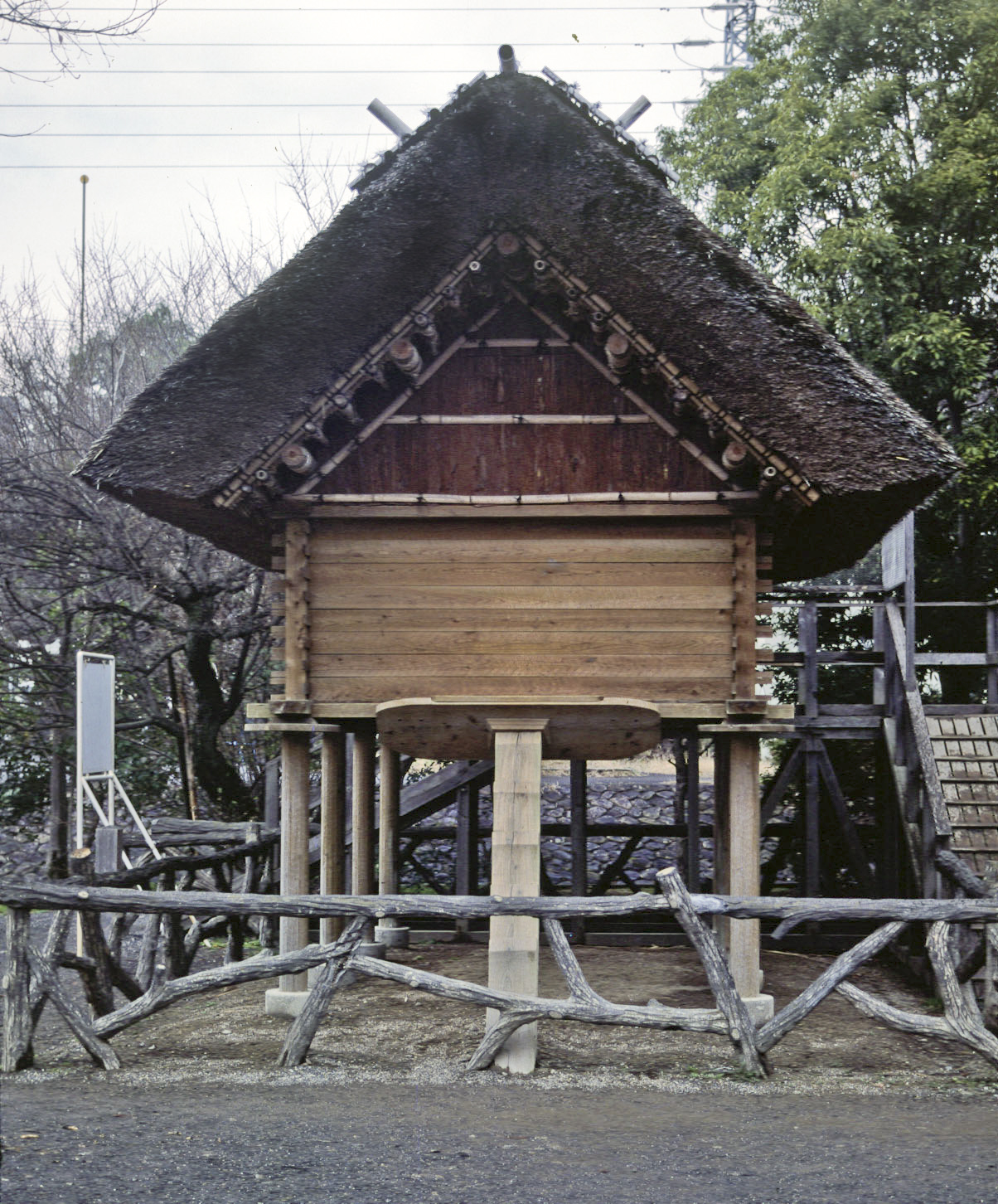
مخازن الحبوب في تورو شيزوكا
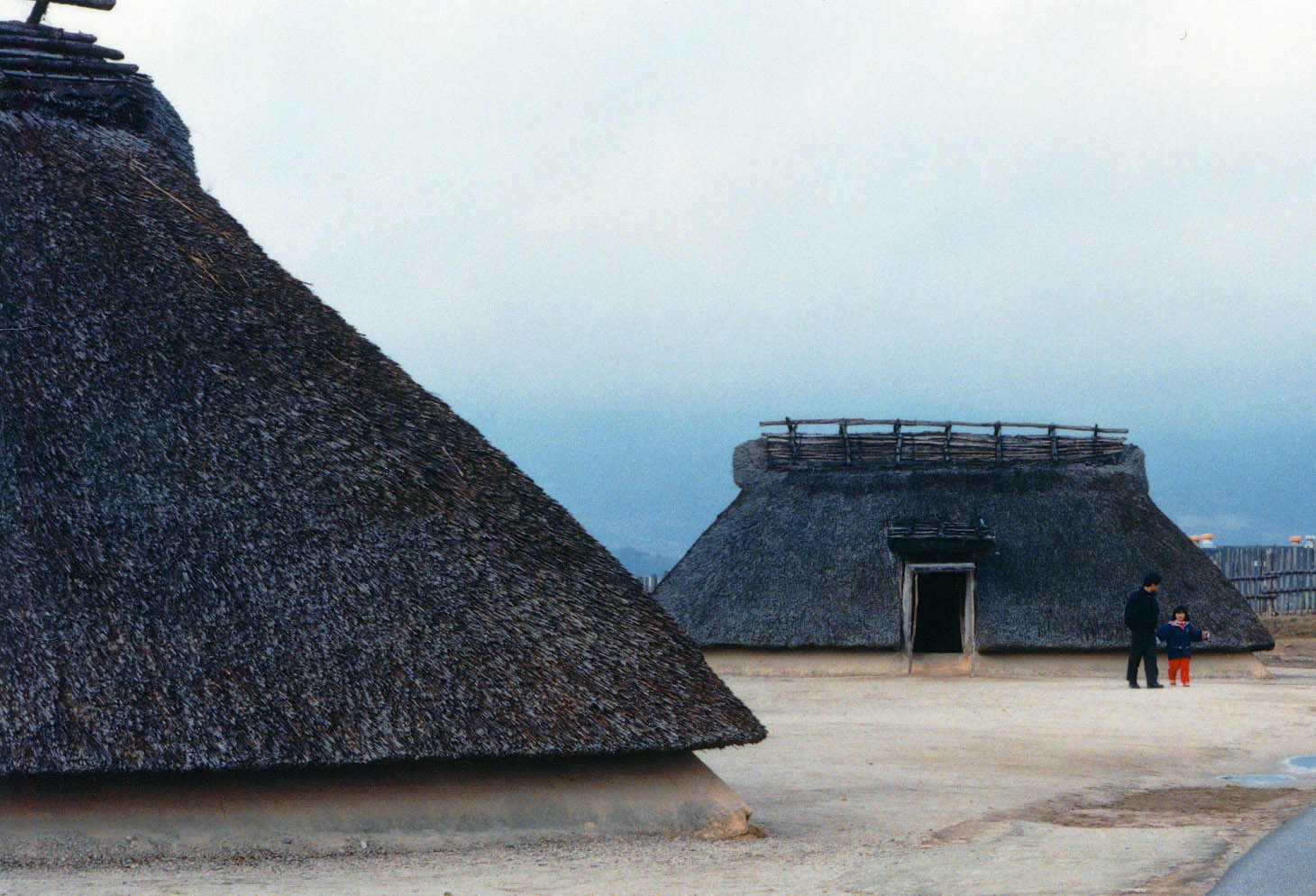
مساكن الحفر في Yoshinogari
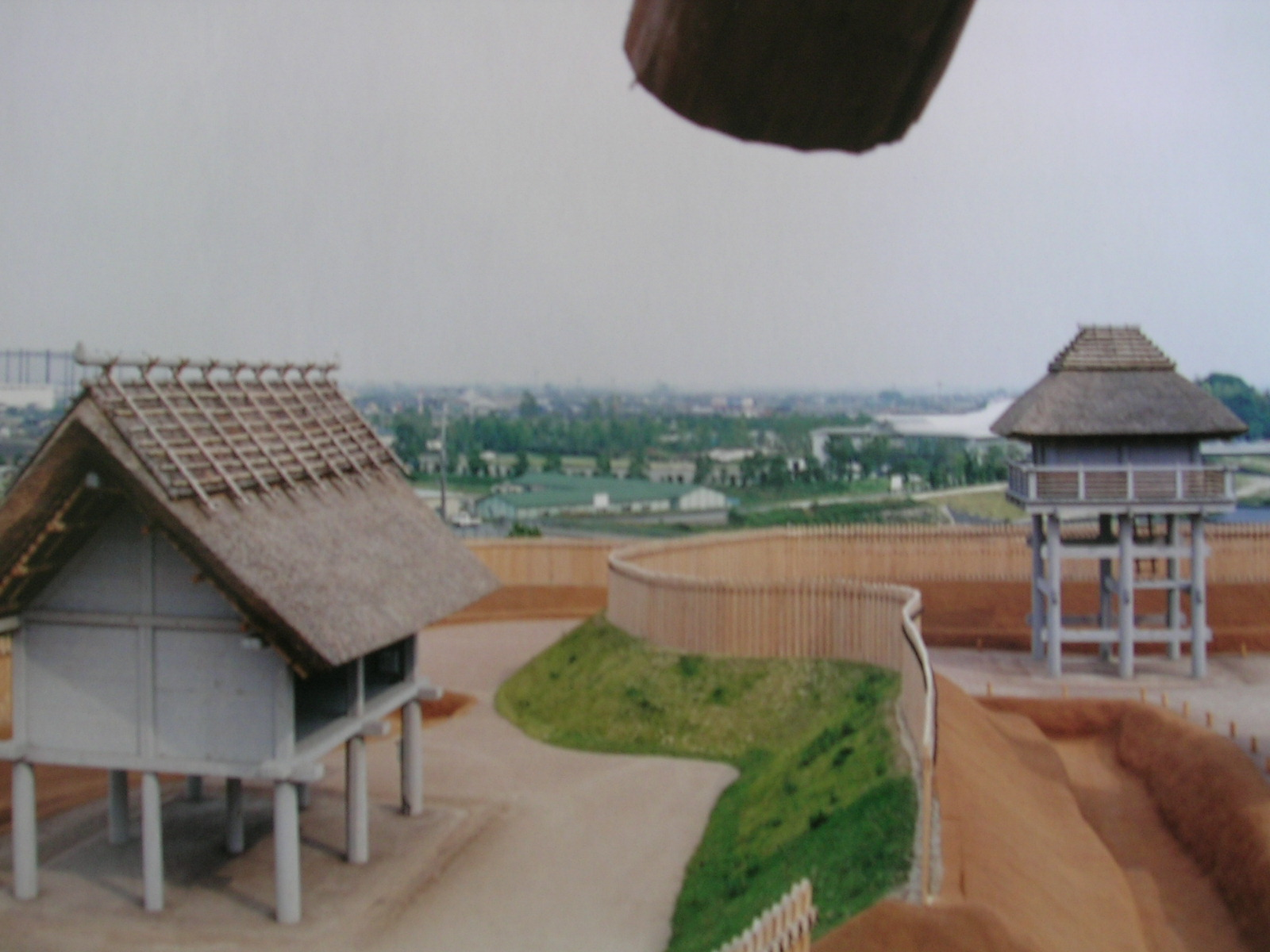
إعادة بناء البيوت السكنية في حفرة Yoshinogari، محافظة ساغا،القرن الثاني والثالث